# Bahr el Arab
Bahr el Arab är ett vattendrag i Sydsudan.   Det ligger i delstaten Unity, i den centrala delen av landet, 500 kilometer nordväst om huvudstaden Juba.